# シベリアの河川交通
シベリアの河川交通（シベリアのかせんこうつう）では、ロシアを中心とするシベリア地域における河川交通について解説する。
1730年代にシベリア道路の建設が始まる前のシベリアでは、河川が主な交通手段として用いられていた。シベリアの河川は、広大なシベリアにおけるロシアの探検や植民において重要な役割を果たした。
シベリアを流れるオビ川、エニセイ川、レナ川の3つの大河はいずれも北極海に注ぐ。そこで、主な問題は東西方向に流れる支流とそれらを結ぶ陸路（連水陸路）を見つけることである。シベリアは比較的平坦なので、陸路は通常短い。このことと、シベリアの先住民の抵抗が弱かったことで、シベリア・カザーク（イェルマーク部隊を主な中核としたウクライナ・コサック集団）は短期間のうちにシベリア横断と征服を達成した。1582年にイェルマークがシビル・ハン国と戦ってから1639年にイヴァン・モスクヴィチンが太平洋岸に到達するまで、57年しか経っていない。

## 南廻り
距離は概略の直線距離を示す。シベリアの川は大きく屈曲することがある。年代はロシア人集落の建設時期を示す。

### ウラル越え
ヴォルガ川からカマ川を上りペルミ(1472年)へ、その後チュソヴァヤ川を上る。この付近のウラル山脈は標高350mで周囲の低地から150m高いだけである。タヴダ川とトゥラ川のいずれを下るにせよ、トボル川とエルティシ川の合流点にあるトボリスク(1582年)への上りは短い。トボリスクは、ペルミの700km東にあり、モスクワからは1800km東方にある。1598年には、ヴェルホトゥリエ(Верхоту́рье)がシベリアへの入口としてウラル山脈に設立された。これは、イェルマークによって使用されたルートとほぼ一致する。
1730年代に建設が開始されたシベリア横断道路は、ペルミから南東にクングル(Кунгур)へ向い、その後他の低い峠を越えてエカテリンブルク(1723年)およびトボリスクへ到達する。1885年にペルミからエカテリンブルクまでの鉄道が完成した。シベリア鉄道(1891年)の別の枝線は、ウラル山脈の南のチェリャビンスク(1736年)、オムスク(1716年)およびノボシビルスク(1893年)を通り抜ける。

### オビ川流域
1582年にトボリスクの近くにあったシビル・ハン国の首都が征服された。エルティシ川をオビ川との合流点まで北へ下り、オビ川を750km上るとナリム(Нарым)(1594年)があり、さらにケチ川を上流部へ300km上る。ここに、エニセイ川への陸路がありエニセイスク(1619年)に達する。エニセイスクはトボリスクから1400km、モスクワから3200km離れている。
代わりのルートとして、エルティシ川とオビ川との合流点からオビ川を450km上り、ヴァフ川との合流点からヴァフ川を500km上り、陸路でシム川(Сым)へ渡り、シム川をエニセイ川との合流点まで下ってからエニセイ川を上ってエニセイスクに達することもできる。

### エニセイ川・レナ川流域
エニセイスクはエニセイ川のアンガラ川との合流点のすぐ北にある。エニセイスクから東にアンガラ川を上り、更にイリム川(Илим)を上ってウスチ＝イリムスク(1630年)に達し、陸路でクタ川(Кута)へ渡って少し下るとレナ川に面するウスチ＝クート(1631年)に達する。
ウスチ＝クートからレナ川を北東に1400km下るとモスクワの4900km東へあるヤクーツクに達する。ヤクーツクは重要な停泊地で、行政の中心である。その後レナ川を125km上ってアルダン川を上ると、ウスチ＝マヤに達し、更にマヤ川か支流のユドマ川(Юдома)を上る。

### オホーツク
上記のいずれかに続く標高600mの山々を越える150kmの陸路により太平洋岸(オホーツク海岸(1639年)、オホーツク(1647年))に達する。ここでは駄馬が使われた。オホーツクはヤクーツクの東南東800kmにあり、モスクワからは5,600km東方にある。1715年以降、オホーツクに造船設備が作られ、カムチャッカ半島、千島列島、アリューシャン列島およびアラスカへの船旅が可能になった。

### アムール川へ
1643年から1689年まで、ロシア人はエロフェイ・ハバロフを筆頭にレナ川の南からアムール地域まで進出することを試みたが、満州人によって追い返された。(清露国境紛争も参照)1689年から1859年まではロシアと中国の国境はアルグン川およびスタノヴォイ山脈であった。1859年に、ロシアはアムール地域を併合した。ロシア人は、西から、ウラン・ウデ(1666年)、チタ(1653年)およびネルチンスク(1654年)を経てアルグン川まで進出した。1727年からロシア・中国の貿易の大部分は、セレンガ川が現在のロシアとモンゴルの国境と交差する場所の近くのキャフタへ移った。

## 北廻り
遅くとも12世紀には、ロシアのポモールは白海とバレンツ海を航海していた。その後いずれかにロシア人はオビ湾に入るかヤマル半島を横断した。オビ湾からタゾフスカヤ湾を経て、タズ川を上り、昔のマンガゼヤ(1601年)から陸路トゥルハン川(Турухан)に面したヤノフ・スタン(Янов Стан)へ向かい、エニセイ川とニジニャヤ・ツングースカ川の合流点にあるトゥルハンスク(Turukhansk)(1607年)に達する。ニジニャヤ・ツングースカ川を東へ上り、南へ向きを変えるところから、ヴィリュイ川支流のチョーナ川(Чона)へ陸上輸送する。(現在、ヴィリュイ川とチョーナ川の合流点はヴィリュイスキー貯水池になっている)ヴィリュイ川に沿って東のレナ川へ向かい、その後レナ川を上ってヤクーツクへ達する。さらに、キレンスク(1630年)(ウスチ＝クートの175km北東)のちかくまでニジニャヤ・ツングースカ川を進み、短距離の陸路でレナ川に出、レナ川を下ってヤクーツクへ向かうことも可能であった。タゾフスカヤ湾からヤクーツクまでは2400kmある。1700年以降、ほとんどの貿易は南へ変わり、トゥルハンスクの西のルートは大部分放棄された。

## 南西方面
1566年のアストラハン・ハン国征服の後、ロシアはウラル山脈の南部山麓周辺で南東に拡大した。この後、ノガイ・オルダ、カルムイク人および北カザフに対する政治的支配が進み、続いて農業植民地化が行われた。また、アルタイ地域(セミパラチンスク、1718年)の方へエルティシ川を上る征服活動も行われた。

## 河川交通の衰退

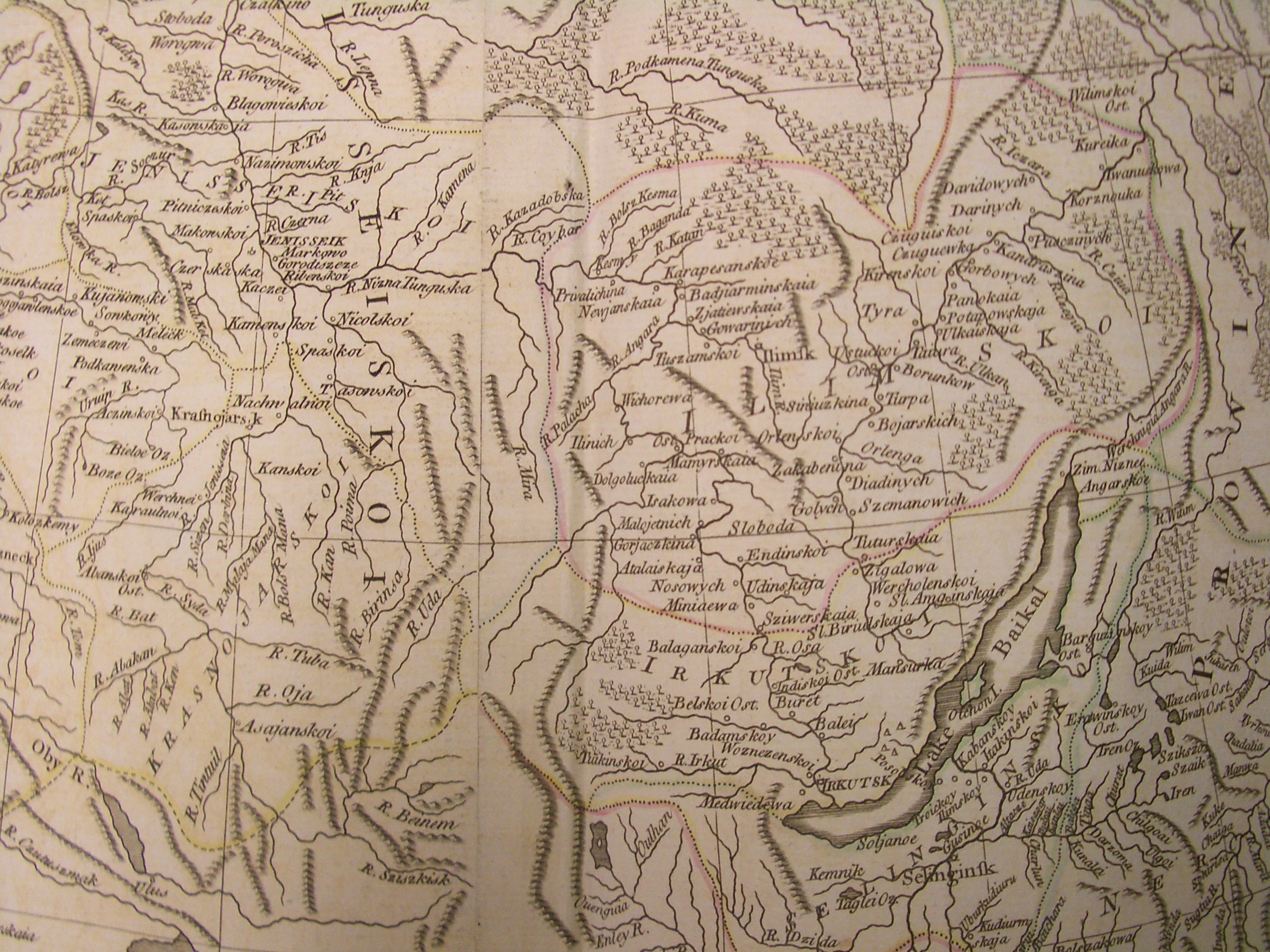
1773年の世界地図から抜粋したこの地図は、当時の水路の重要性を示している。この地図では、アンガラ川、イリム川、レナ川に沿って、イリムスク等の町や村が連続している。現代の地図では、これに代わって、1773年の地図では全くなかったクラスノヤルスクからイルクーツクまでの鉄道に沿った一続きの町があり、川沿いにはアンガラ川に沿って水力発電ダムに関係するいくつかの町が見られるだけである。

シベリアの南部境界は森林と大草原の境界に相当する。ロシアのアジアへの進出は森林地帯に限られた。これは、コサックに川と森林を通って旅行する技術があったため、先住民の数が少なく弱かったため、そしてそれらの拡張は毛皮交易によって採算が取れたためである。ヨーロッパ・ロシアの南部ステップ地帯への進出と異なり、アジア側では大草原に浸透する試みはあまり行われなかった。
道路の建設は1730年代に始まった。農業は行われていたが、大規模な農業植民地化は1860年代まで始まらなかった。シベリア鉄道は1891年に建設を開始した。20世紀にはシベリア横断道路が構築された。しかし、アムール川より北への伸張は未完成である。言うまでもなく、これらの開発は可能な限り南部地域で行われた。結果、ロシア人の開発パターンは、南部境界に沿った細長い帯状の地域を中心とし、北方の主に鉱物の発見される場所へ支線が拡張する形となった。現在も河川は利用されているが、大部分はシベリア鉄道と連絡した南北方向の輸送である。

## 参照
- Forsyth, James, "A History of the Peoples of Siberia",1992
- Н.П. Загоскин Русские водные пути и судовое дело в до-петровской России, 1910 （ロシア語）